# Comarostaphylis sharpii
Comarostaphylis sharpii là một loài thực vật có hoa trong họ Thạch nam. Loài này được Dorr & Diggs mô tả khoa học đầu tiên năm 1985.